# Liliana González de la Torre
Claudia Liliana González de la Torre (Bogotá, 6 de octubre de 1977) es una actriz de teatro y televisión colombiana. Reconocida por interpretar el papel de Vicky Parra en la telenovela, de 2006, Hasta que la plata nos separe y por figurar en otras producciones como Sofía dame tiempo y Amo de casa.

## Carrera
González se encontraba estudiando, en la Universidad Jorge Tadeo Lozano y en la escuela de teatro de Rubén di Pietro, cuando decidió presentarse en el casting de la telenovela Sin límites en 1998. Aunque fue seleccionada, poco tiempo después, fue retirada del elenco. Acto seguido realizó una pequeña aparición en la serie Alejo Durán y en 2003 logró el reconocimiento en su país al interpretar el papel de Pilar Amaya en la telenovela Sofía dame tiempo. Afianzó su presencia, en la televisión colombiana, con su papel de Vicky Parra o la Pajarita en Hasta que la plata nos separe. También hizo apariciones en otros medios de prensa colombianos como la revista Soho.
En 2008, protagonizó junto a Julián Román la telenovela Valentino, el argentino, producción que no fue bien recibida en el territorio nacional. Un año después, interpretó el papel de Lina Céspedes en la serie Victorinos. Más adelante, figuró en producciones televisivas como Amo de casa y en obras de teatro como Infieles y Tú eres única, pero no la única. En  2015, participó en el programa de concurso Tu cara me suena en su versión para Colombia.
En 2016, protagonizó la serie web, para YouTube, Las primas, donde interpretó tres papeles diferentes.

## Filmografía

### Televisión
- 2024:  Arelys Henao, aún queda mucho por cantar ... Zulma Jimena Roca Rondón
- 2020: La nocturna 2 ...  Luz Dary[13]
- 2019: Un bandido honrado ... Francy[14]
- 2017: La nocturna ...  Luz Dary[13]
- 2016: La niña ... Diana Sofía Arenas
- 2016: Las primas[12] ... (varios nombres)
- 2013: Amo de casa[4][5] ... Pilar Martínez
- 2012: Pablo Escobar, el patrón del mal ... Azucena Liévano
- 2010: El clon[15]... Clara
- 2009-2010: Victorinos[16]... Lina Céspedes
- 2008-2009: Valentino, el argentino[8] ... Margarita
- 2006-2007: Hasta que la plata nos separe[6] ... María Victoria "Vicky" Parra "La Pajarita"
- 2006: Decisiones ... Adriana
- 2004-2005: Luna, la heredera[17][18]... Margarita
- 2004-2005: La saga, negocio de familia[19][20]... Inés Manrique
- 2003: Sofía dame tiempo[4][5] ... Pilar Amaya
- 2001-2003: Pedro el escamoso ... Natalia París
- 2001-2002: Amantes del desierto ... Josefina
- 1998: Expedientes ... Azucena (un capítulo)